# Marcel Gobillot

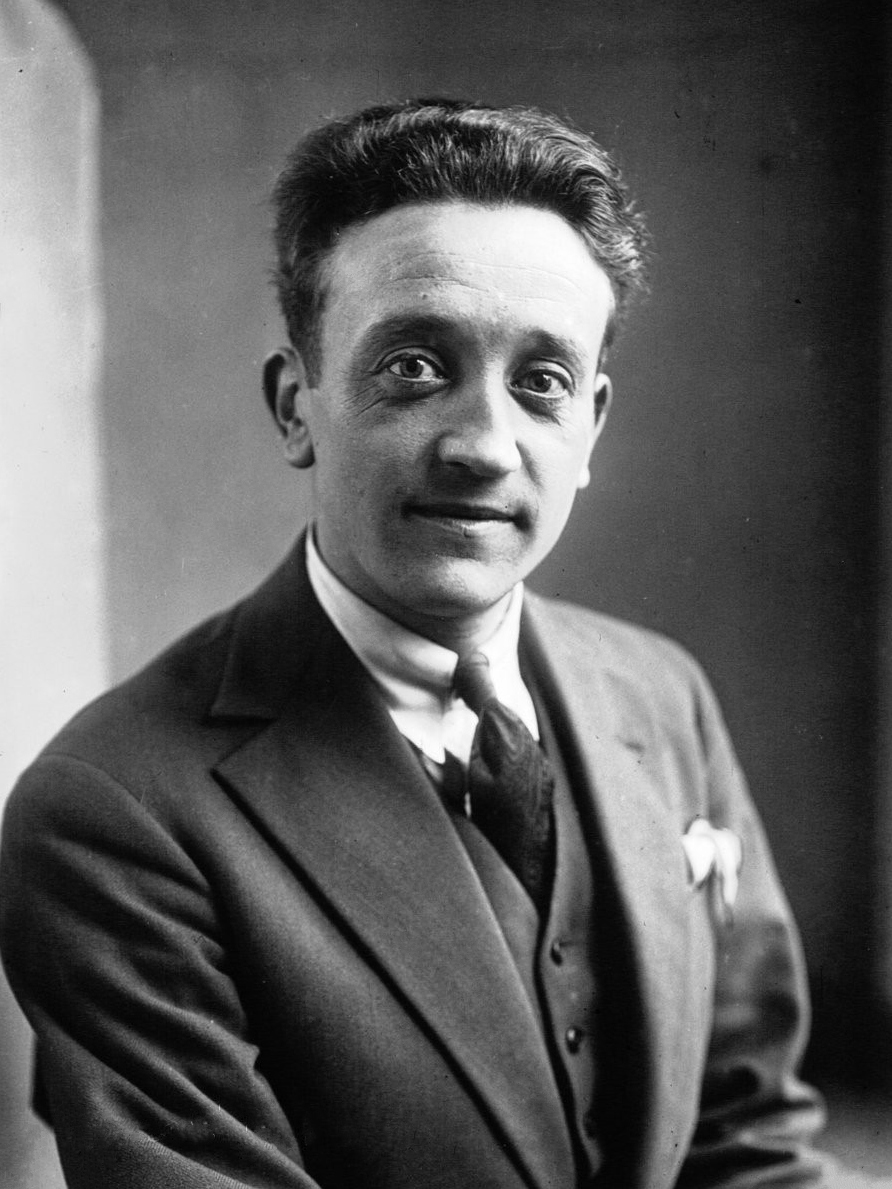
Marcel Gobillot (1926)

Marcel Gobillot (* 3. Januar 1900 in Paris; † 12. Januar 1981 in Montreuil) war ein französischer Radrennfahrer und Olympiasieger im Radsport.

## Sportliche Laufbahn
Gobillot hatte seinen größten sportlichen Erfolg bei den Olympischen Sommerspielen 1920 in Antwerpen, als er mit dem französischen Team mit Fernand Canteloube, Georges Detreille und Achille Souchard die Mannschaftswertung gewann. Im olympischen Einzelzeitfahren belegte er den 14. Rang. Bei den UCI-Straßen-Weltmeisterschaften 1921 belegte er beim Sieg von Gunnar Sköld den neunten Platz. 1922 wurde er zunächst Unabhängiger, 1923 dann Profi im Radsportteam Peugeot-Wolber, in dem Jean Alavoine Kapitän war. Er fuhr 1924 (ausgeschieden auf der 2. Etappe) und 1926 die Tour de France, bei der er auf der 10. Etappe mit weiteren 21 Fahrern ausschied.
Mit dem 2. Platz im Rennen Paris–Bourges 1924 hatte er sein bestes Ergebnis in einem renommierten Straßenrennen.